# 扇形庫

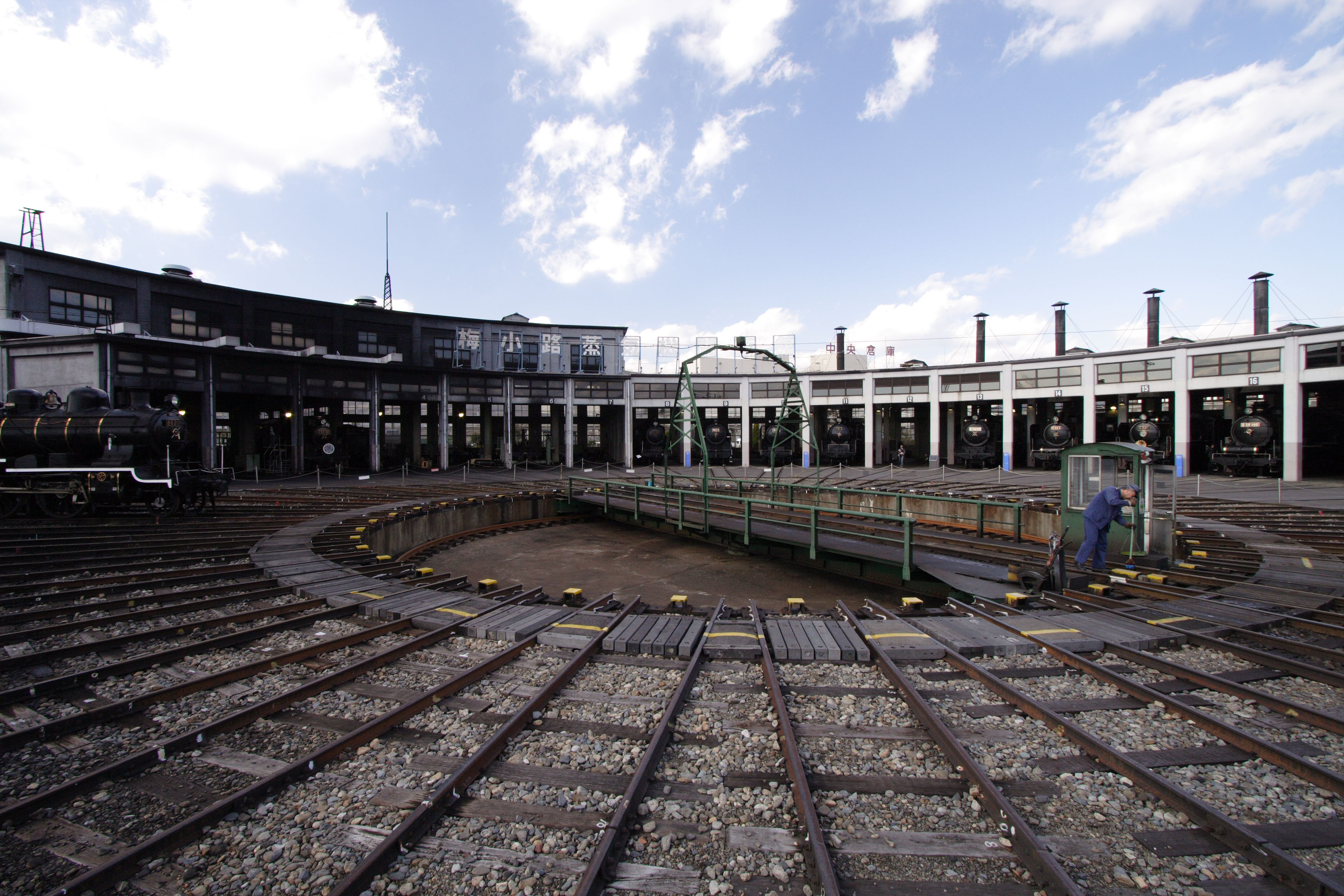
京都市下京区にある梅小路機関区の扇形庫

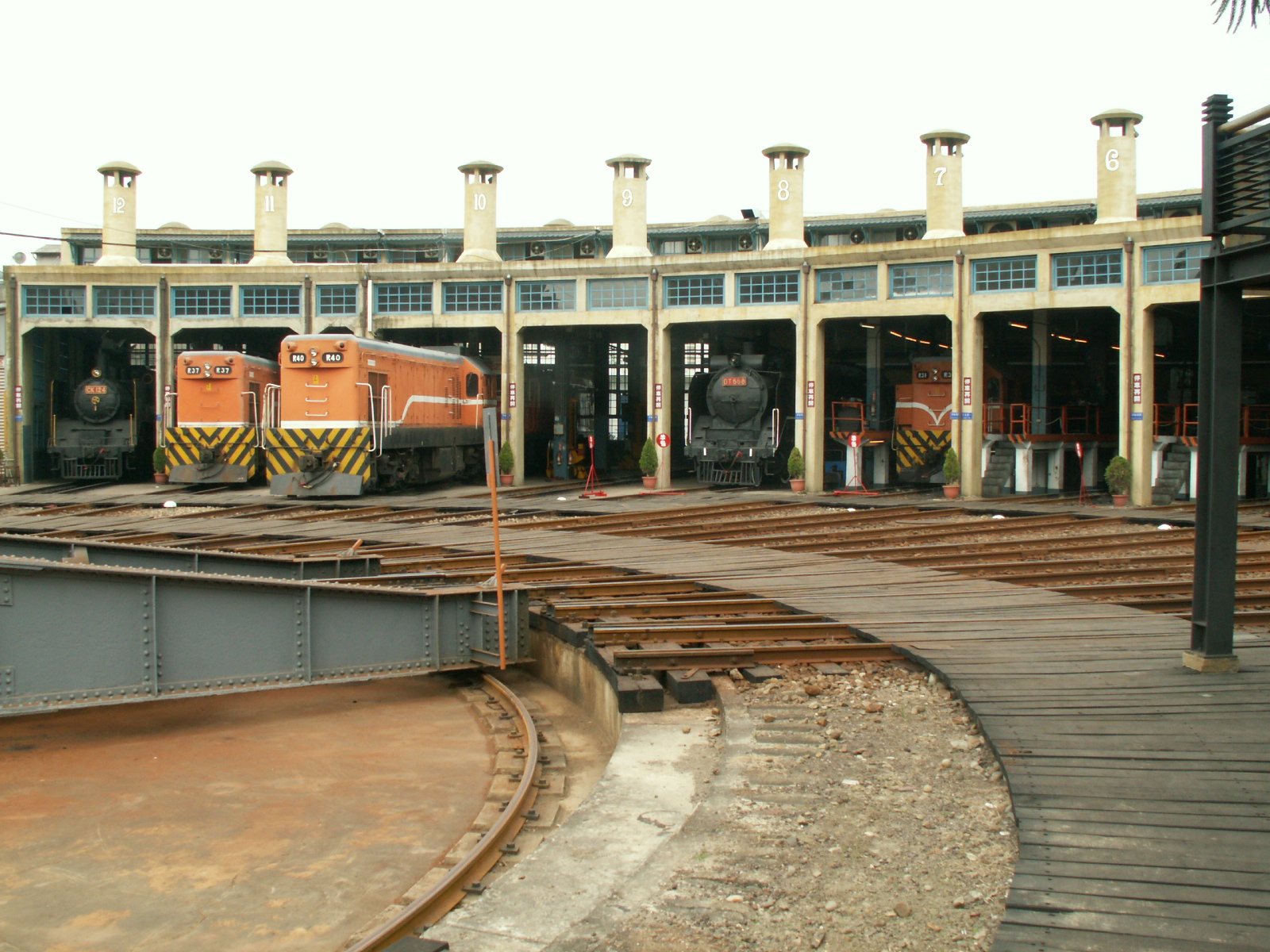
彰化駅構内にある扇形庫。

扇形庫（せんけいこ）(英:roundhouse)は、鉄道の機関車格納庫の一形態であり、転車台を中心として構築された、扇形の格納庫をいう。
蒸気機関車は前後の区別があるため、進行方向を変えるには機関車の向きを変える必要があった。このため多くの駅に向きを変える転車台があったが、機関区を併設する場合に扇形庫を活用すれば分岐器の数や設置面積を大幅に節約できるため、多くの機関区でこの形が用いられた。
その後、時代が下って電気機関車やディーゼル機関車の時代となった後は、雪かき車などの一部車両を除いて前後転回を必要としなくなったため、転車台とともに徐々に姿を消していき、残存数は少ない。

## 現存する主な扇形庫

### 日本
- 荒屋新町駅　（東日本旅客鉄道株式会社）
- 郡山総合車両センター会津若松派出所　（東日本旅客鉄道株式会社）
- 新津運輸区　（東日本旅客鉄道株式会社）
- 直江津駅　（えちごトキめき鉄道株式会社）
- 天竜二俣駅扇形庫　(天竜浜名湖鉄道株式会社)
- 京都鉄道博物館　（西日本旅客鉄道株式会社梅小路運転区）
- 津山まなびの鉄道館（津山扇形機関車庫）　（西日本旅客鉄道株式会社津山運転区・津山駅隣接）
- 後藤総合車両所運用検修センター（西日本旅客鉄道株式会社米子駅隣接）
- 宇和島運転区（四国旅客鉄道株式会社）
- 旧豊後森機関庫　（九州旅客鉄道株式会社）

### アメリカ合衆国
- ボルチモア・アンド・オハイオ鉄道博物館
- スチームタウン国定史跡

### 台湾
- 彰化扇形庫

### ポーランド
- ピールスカ・オクロングラク機関庫協会